# Heebie Jeebies

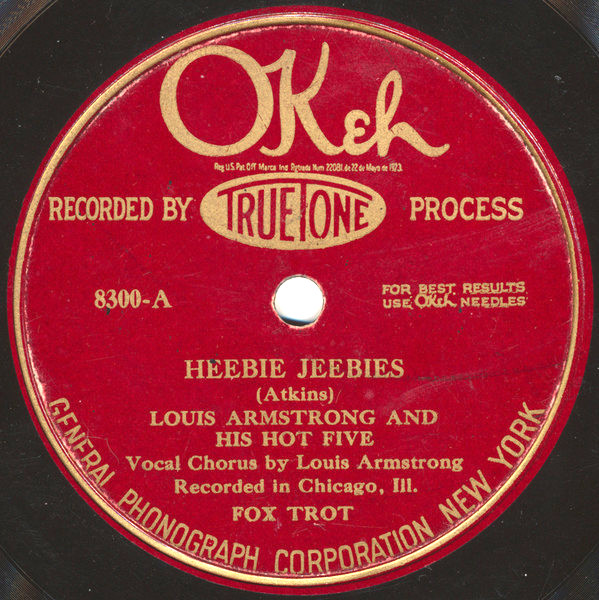
OKeh-Plattenlabel, Louis Armstrong

Heebie Jeebies ist ein Song, den Louis Armstrong and His Hot Five im Jahr 1926 eingespielt haben. Geschrieben wurde er von Boyd Atkins. Der Song ist dem Genre des Jazz zuzuordnen.

## Aufnahme
Louis Armstrong und die Hot Five nahmen Heebie Jeebies am 26. Februar 1926 in Chicago (Illinois) in folgender Besetzung auf:
- Louis Armstrong (Kornett, Gesang)
- Kid Ory (Posaune)
- Johnny Dodds (Klarinette)
- Lil Armstrong (Klavier)
- Johnny St. Cyr (Banjo)

Für die Aufnahme von Heebie Jeebies standen noch keine Mikrofone zur Verfügung, stattdessen spielten die Musiker in einen großen Schalltrichter hinein.

## Musikalische Struktur
Das Stück besteht aus einem 18-taktigen Chorus und einem zwölf-taktigen Verse. Nach der von Klavier und Posaune gespielten Einleitung folgen der erste Chorus und der Verse als Kollektivimprovisation. Die Klarinette improvisiert über den zweiten Chorus, der dritte Chorus ist gesungen. Im vierten Chorus scattet Armstrong zwölf Takte lang, um dann weitere acht Takte zu singen. Es folgt ein weiterer Chorus mit einer Kollektimprovisation ohne Kornett. Mit einer achttaktigen Coda endet der Song.
Der Text beschreibt die Tanzwut, die einen packt, wenn man den Song hört.

## Veröffentlichungen und Coverversionen
Erstmals veröffentlicht wurde Heebie Jeebies im April 1926 vom Label OKeh als Schellackplatte mit Muskrat Ramble als B-Seite. In den folgenden Jahrzehnten ist der Song auch auf LP, CD und als MP3 publiziert worden. So ist er unter anderem auf dem Boxset Hot Fives & Sevens zu hören.
Für die Kompilation Satchmo – A Musical Autobiography of Louis Armstrong aus dem Jahr 1957 nahm Armstrong Heebie Jeebies mit anderer Band und verändertem Arrangement erneut auf.
Ethel Waters coverte Heebies Jeebies bereits 1926, 1930 folgten The Boswell Sisters und 1931 The Mills Blue Rhythm Band. In Deutschland spielten ab Herbst 1927 unter anderem folgende Musiker den Song ein: Bernard Etté mit seiner Tanzkapelle, Fred Bird mit seiner Salon Sinfonie Jazz Band sowie Marek Weber und Dajos Béla zusammen mit Arthur Briggs als Kapelle Merton. Auch als Notenrolle für elektrische Klaviere war der Titel erhältlich.

## Rezeption
Heebie Jeebies war im Jahr 1926 ein großer Hit – der erste von Louis Armstrong und den Hot Five: Innerhalb der ersten Wochen nach Erscheinen wurden mehr als 40.000 Platten verkauft.
In der Rückschau gilt der Song, wie fast alle Aufnahmen von Louis Armstrong und den Hot Five beziehungsweise den Hot Seven, als eines der bedeutendsten Dokumente des Jazz. Darüber hinaus ist Heebie Jeebies der Song, der die Gesangstechnik des Scat populär machte.
Die Musikdatenbank Allmusic bewertet den Song so: „Heebie Jeebies ist eine historisch ungeheuer wichtige Platte und außerdem ein lustiges Meisterwerk.“

## Trivia
Armstrong selbst erzählte die Anekdote, dass ihm während der Aufnahme des Songs das Textblatt hinuntergefallen sei und er, da er den Text nicht auswendig gekannt habe, stattdessen gescattet habe. Diese Anekdote wird jedoch gemeinhin als Legende betrachtet.
Was genau Heebie Jeebies bedeuten soll, ist nicht ganz klar. Eventuell handelt es sich um ein Zitat aus einem Cartoon namens Barney Google, in dem diese Formulierung im Sinne von „nervös“ oder „rappelig“ verwendet wurde.
In Chicago wurde der Titel des Songs von Zeitgenossen häufig als Geflügeltes Wort bei der Begrüßung verwendet – wenn der eine sagte “I got the Heebies!”, erwiderte der andere “I got the Jeebies!”.